# ستيف كوزمانوفسكي
ستيف كوزمانوفسكي (بالإنجليزية: Steve Kuzmanovski)‏ هو لاعب كرة قدم أسترالي، ولد في 4 يناير 1997 في سيدني في أستراليا. شارك مع منتخب أستراليا تحت 17 سنة لكرة القدم ومنتخب أستراليا تحت 20 سنة لكرة القدم. أما مع النوادي، فقد لعب مع FFA Centre of Excellence ‏.

## وصلات خارجية
- ستيف كوزمانوفسكي على موقع قاعدة بيانات كرة القدم.إي يو (الإنجليزية)
- ستيف كوزمانوفسكي على موقع Soccerway.com (الإنجليزية)